# Piece of Mind
Pour l’article ayant un titre homophone, voir Peace of Mind.
Pour les articles homonymes, voir Piece.
Albums de Iron Maiden
The Number of the Beast
(1982) Powerslave
(1984)
Singles
1. Flight of Icarus / I've Got the Fire
2. The Trooper / Cross-Eyed Mary

Piece of Mind est le quatrième album studio du groupe de heavy metal britannique, Iron Maiden. Il est sorti le 28 mai 1983 sur le label EMI et est produit par Martin Birch.

## L'album
Lors de sa sortie en Grande-Bretagne, l'album a atteint la troisième place des ventes. Il connut le succès avec notamment les deux singles extraits de l'album : Flight of Icarus et surtout The Trooper.
La formation du groupe subit une nouvelle évolution avec le départ de Clive Burr pour le groupe Trust, alors que le batteur de ce groupe Nicko McBrain rejoint Iron Maiden. L'effectif restera stable pour plusieurs années et trois autres albums studio.
On retrouve dans les compositions les multiples influences culturelles du groupe. Ainsi
- To Tame a Land est inspiré de Dune, le roman de Frank Herbert (1965) ;
 le solo de To Tame a Land reprend un thème de Asturias (Leyenda) d'Isaac Albéniz[2] ;
- The Trooper d'un épisode de la bataille de Balaklava, qui a donné lieu à un poème de Alfred Tennyson (1854) et à plusieurs adaptations cinématographiques (voir l'article La Charge de la brigade légère) ;  les paroles retranscrivent le point de vue d'un soldat mort au combat et les guitares de l'introduction doivent évoquer le galop des chevaux ;
- Where Eagles Dare du roman d'Alistair MacLean Quand les aigles attaquent (1967), et du film qui en est tiré (Brian G. Hutton, 1968) ;
- Quest for Fire du roman La Guerre du feu (J.-H. Rosny, et du film qui en est tiré (jean-Jacques Annaud, 1981) ;
- Flight of Icarus pour la légende grecque d'Icare vu par ses propres yeux avec le thème de la trahison paternelle en toile de fond ;
- Sun and Steel sur le légendaire samouraï Miyamoto Musashi ;
- le mysticisme avec la chanson Revelations.

Revelations est l'un des textes les plus riches en sens et en symbolisme ; il s'appuie sur une double lecture apparemment contradictoire :
- d'une part sur des références chrétiennes (Revelations est le nom de l'Apocalypse en anglais),
- mais en même temps dans un sens second fait référence à la pensée d'Aleister Crowley qui rejette la religion, et recentre sa foi dans le pouvoir de l'homme à déplacer des montagnes plutôt qu'en Dieu.

La base du message de la chanson s'appuie sur l'idée que l'homme peut se révéler à lui-même. Le morceau débute par une citation de l'écrivain G. K. Chesterton.
Ces multiples inspirations annoncent les trois concept-albums à suivre : Powerslave, Somewhere in Time et Seventh Son of a Seventh Son.
Pour se moquer des détracteurs qui présentent Iron Maiden comme sataniste, surtout depuis leur précédent album, un extrait de la Bible figure en exergue sur le livret de l'album, mais le mot Pain (douleur) est remplacé par Brain ce qui donne l'occasion d'un savoureux jeu de mots (et belle introduction pour Nicko McBrain).
Dans le même registre figure sur l'album un savoureux clin d'œil aux messages subliminaux montrés du doigt comme vecteurs du satanisme. Au début de la chanson Still Life, on entend une voix d'outre-tombe qu'on imagine volontiers émanant d'un des monstres délirants de H.P. Lovecraft. Lorsqu'on passe ce morceau à l'envers, on entend une phrase sans queue ni tête, Hmm, Hmmm, What ho sed de t'ing wid de t'ree bonce ? Don't meddle wid t'ings yo don't understand, enregistrée par un Nicko McBrain passablement soûl imitant Idi Amin Dada. Sur le premier pressage du CD japonais de 1983, cette introduction narrative est dissociée de la chanson Still Life par l'ajout d'une piste nommée Phatoor.
C'est le premier album du groupe qui ne partage pas son titre avec une piste de l'album, bien que l'expression proche peace of mind apparaisse dans le sixième morceau Still Life. Avant d'arrêter son choix sur cette dénomination, le groupe pensait d'abord le titrer Food for Thought.
La parution de l'album est suivie de la tournée mondiale Piece of Tour.
En 1983, le groupe demanda la permission à Frank Herbert de reprendre le titre de son roman Dune pour nommer une de leurs chansons, et d’utiliser une citation de l’œuvre comme « introduction ». On fit alors à Steve Harris (Bassiste d'Iron Maiden) la réponse suivante « Non. Car Frank Herbert n'aime pas les groupes de rock, particulièrement ceux de métal, et tout spécialement les groupes comme Iron Maiden ». La chanson fut donc nommée To tame a land.
Fin 2010, on estime qu'il s'est vendu à plus de 5,2 millions d'exemplaires à travers le monde.

## Liste des titres
| No | Titre                  | Crédit(s)                                   | Durée |
| -- | ---------------------- | ------------------------------------------- | ----- |
| 1. | Where Eagles Dare      | Steve Harris                                | 6:08  |
| 2. | Revelations            | Bruce Dickinson                             | 6:51  |
| 3. | Flight of Icarus       | Bruce Dickinson, Adrian Smith               | 3:49  |
| 4. | Die With Your Boots On | Steve Harris, Bruce Dickinson, Adrian Smith | 5:22  |
| 5. | The Trooper            | Steve Harris                                | 4:10  |
| 6. | Still Life             | Steve Harris, Dave Murray                   | 4:37  |
| 7. | Quest for Fire         | Steve Harris                                | 3:40  |
| 8. | Sun and Steel          | Bruce Dickinson, Adrian Smith               | 3:25  |
| 9. | To Tame a Land         | Steve Harris                                | 7:26  |

| 10. | I Got the Fire  | Ronnie Montrose | 3:53 |
| 11. | Cross-Eyed Mary | Ian Anderson    | 3:55 |

## Singles
Deux singles en ont été extraits. Ce sont successivement :
1. Flight of Icarus - 3:49, 28 avril 1983. (Position de première semaine #11). En face B, on trouve le morceau I've Got the Fire - 2:37.
2. The Trooper, 2 juillet. (position de première semaine #12). En face B, on trouve le morceau Cross-Eyed Mary, une reprise de Jethro Tull.

## Réédition 1998
Lors de la réédition des albums du groupe en 1998, le groupe y a ajouté une section multimédia reprenant deux clips :
1. Flight of Icarus
2. The Trooper

## Musiciens
- Bruce Dickinson : chant
- Adrian Smith : guitare
- Dave Murray : guitare
- Steve Harris : basse
- Nicko McBrain : batterie

## Charts & certifications

### Album
Charts
| Pays                                  | Durée du classement | Meilleur classement | Date             |
| ------------------------------------- | ------------------- | ------------------- | ---------------- |
| Allemagne (GfK Entertainment)         | 19 semaines         | 8e                  | 20 juin 1983     |
| Australie (AMR Albums Chart)          | 3 semaines          | 17e                 | 13 juin 1983     |
| Autriche (Ö3 Austria Top 40)          | 8 semaines          | 10e                 | 15 juin 1983     |
| Canada (RPM)                          | 22 semaines         | 10e                 | 16 juillet 1983  |
| Espagne (Promusicae)                  | 2 semaines          | 64e                 | 1er octobre 2006 |
| États-Unis (Billboard 200)            | 45 semaines         | 14e                 | 20 août 1983     |
| France (SNEP)                         | 2 semaines          | 28e                 | 18 mai 2008      |
| Norvège (VG-lista)                    | 7 semaines          | 9e                  | 13 juin 1983     |
| Nouvelle-Zélande (RMNZ Albums Top40)  | 8 semaines          | 8e                  | 19 juin 1983     |
| Pays-Bas (MegaCharts)                 | 18 semaines         | 9e                  | 4 juin 1983      |
| Royaume-Uni (UK Albums Chart)         | 18 semaines         | 3e                  | 22 mai 1983      |
| Royaume-Uni (UK Rock and Metal Chart) | 11 semaines         | 8e                  | 23 novembre 2018 |
| Suède (Sverigetopplistan)             | 7 semaines          | 6e                  | 14 juin 1983     |

Certifications
| Pays                    | Certification | Ventes      | Date            |
| ----------------------- | ------------- | ----------- | --------------- |
| Allemagne (BVMI)        | Or            | 250 000 +   | 1996            |
| Canada (MC)             | 2 × Platine   | 200 000 +   | 12 octobre 2006 |
| États-Unis (RIAA)       | Platine       | 1 000 000 + | 5 novembre 1986 |
| Finlande (IFPI Finland) | Or            | 25 000 +    | 1990            |
| Royaume-Uni (BPI)       | Platine       | 300 000 +   | 1er mars 1995   |

### Singles
| Single           | Chart                    | Durée du classement | Position | Date            |
| ---------------- | ------------------------ | ------------------- | -------- | --------------- |
| Flight of Icarus | (Mainstream Rock Tracks) | 12 semaines         | 8e       | 30 juillet 1983 |
| Flight of Icarus | (UK Singles Chart)       | 6 semaines          | 11e      | 24 avril 1983   |
| Flight of Icarus | (Single Top 100)         | 8 semaines          | 45e      | 11 juin 1983    |
| Flight of Icarus | (IRMA)                   | 2 semaines          | 14e      | 1er mai 1983    |
| The Trooper      | (Mainstream Rock Tracks) | 6 semaines          | 28e      | 13 août 1983    |
| The Trooper      | (UK Singles Chart)       | 7 semaines          | 12e      | 3 juillet 1983  |
| The Trooper      | (IRMA)                   | 2 semaines          | 12e      | 10 juillet 1983 |